# Coupe du Liechtenstein de football 1981-1982
Navigation
Édition précédente Édition suivante
La coupe du Liechtenstein 1981-1982 de football est la 37e édition de la Coupe nationale de football, la seule compétition nationale du pays en l'absence de championnat.
La finale est disputée à Schaan, le 20 mai 1982, entre le FC Balzers et l'USV Eschen/Mauren. 
Le FC Balzers remporte le trophée en battant l'USV Eschen/Mauren. Il s'agit du 5e titre de l'histoire du club dans la compétition.

## 1ertour
Le FC Balzers est exempté de ce tour.
| Équipe 1          | Résultat | Équipe 2   |
| ----------------- | -------- | ---------- |
| USV Eschen/Mauren | 3 - 0    | FC Vaduz   |
| FC Triesenberg    | 1 - 4    | FC Ruggell |
| FC Triesen        | 0 - 7    | FC Schaan  |

## Demi-finales
| Équipe 1   | Résultat | Équipe 2          |
| ---------- | -------- | ----------------- |
| FC Schaan  | 0 - 4    | USV Eschen/Mauren |
| FC Balzers | 2 - 0    | FC Ruggell        |

## Finale
| 20 mai 1982 | FC Balzers | 5 - 0 | USV Eschen/Mauren | Schaan |  |
|             |            |       |                   |        |  |